# Гексобарбитал
Гексобарбита́л (Гексена́л) — средство для неингаляционного наркоза.

## Общая информация
Очень легко растворим в воде и спирте, практически нерастворим в эфире. Водные растворы гексенала неустойчивы, легко гидролизуются, разлагаются при стерилизации. Растворы готовят в асептических условиях на изотоническом растворе натрия хлорида или на стерильной воде для инъекций непосредственно перед употреблением. Хранить растворы можно не более часа. К применению пригодны лишь абсолютно прозрачные растворы.
Гексенал оказывает снотворное и наркотическое действие.
Применяют гексенал для внутривенного наркоза. После внутривенного введения водного раствора гексенала быстро наступает наркотическое действие, которое продолжается после однократной дозы около 30 мин.
В плазме крови водорастворимая форма препарата быстро превращается в неионизированную липофильную форму, легко проникающую через гематоэнцефалический барьер.
В связи с угнетающим влиянием на дыхательный и сосудодвигательный центры к длительному внутривенному наркозу гексеналом обычно не прибегают, его используют преимущественно для вводного наркоза в сочетании с закисью азота, фторотаном, эфиром или другими средствами, применяемыми для основного наркоза.
Как самостоятельное средство для наркоза гексенал используют, главным образом при кратковременных внеполостных операциях (продолжительностью не более 15—20 мин) и при эндоскопии. Гексеналовый наркоз может сочетаться с местной анестезией.
Вводят гексенал внутривенно медленно, обычно со скоростью 1 мл в минуту. Токсическое действие (угнетение дыхания и кровообращения) усиливается при увеличении скорости введения и концентрации раствора гексенала (и других барбитуратов). Для наркоза обычно применяют 1—2 % раствор гексенала (в некоторых случаях 2,5—5 % раствор). Вначале вводят 1—2 мл и при отсутствии в течение 30—40 с побочных явлений вводят дополнительное количество раствора. Общая доза в зависимости от вида вмешательства, общего состояния больного и др. составляет 0,5—0,7 г препарата (8—10 мг/кг).
У ослабленных больных, у больных с сердечно-сосудистыми заболеваниями и у детей применяют 1 % раствор.
Как препарат, меньше активизирующий вагусные реакции, чем тиобарбитураты (тиопентал-натрий), гексенал часто используют для введения в наркоз при бронхоскопии. Вводят в вену (в течение 2—3 мин) 1—2 % раствор из расчёта 400—600 мг.
Высшая разовая (она же суточная) доза гексенала для взрослых в вену — 1 г.
Перед наркозом гексеналом больному вводят атропин (или метацин) для предупреждения побочных явлений, связанных с возбуждением блуждающего нерва.
Для купирования психического возбуждения вводят гексенал в вену: от 2 до 10 мл 5 % или 10 % раствора в зависимости от состояния больного. При острых алкогольных психозах (и других острых нарушениях психики) рекомендуется введение гексенала (7—10 мл 10 % раствора внутривенно) дополнить внутримышечным введением аминазина(4—5 мл 2,5 % раствора).
Не рекомендуется применять гексеналовый наркоз при кесаревом сечении, так как препарат проходит через плацентарный барьер и может вызвать асфиксию плода.
При осложнениях, связанных с применением гексенала (угнетение дыхания и нарушение сердечной деятельности), может быть применён бемегрид. Вводят также внутривенно кальция хлорид (до 10 мл 10 % раствора).

## Противопоказания
Гексенал противопоказан при нарушениях функции печени (препарат в основном метаболизируется в печени), а также выделительной функции почек, при сепсисе, воспалительных заболеваниях носоглотки, при лихорадочных состояниях, кислородной недостаточности, при резко выраженных нарушениях кровообращения. При непроходимости кишечника не рекомендуется наркоз гексеналом, так как он тормозит двигательную активность кишечника.

## Физические свойства
Белая пенообразная масса. На воздухе под влиянием углекислого газа и паров воды разлагается. Гигроскопичен.

## Хранение
Хранение: список Б. В сухом, прохладном, защищённом от света месте.